# Джемдет-Наср

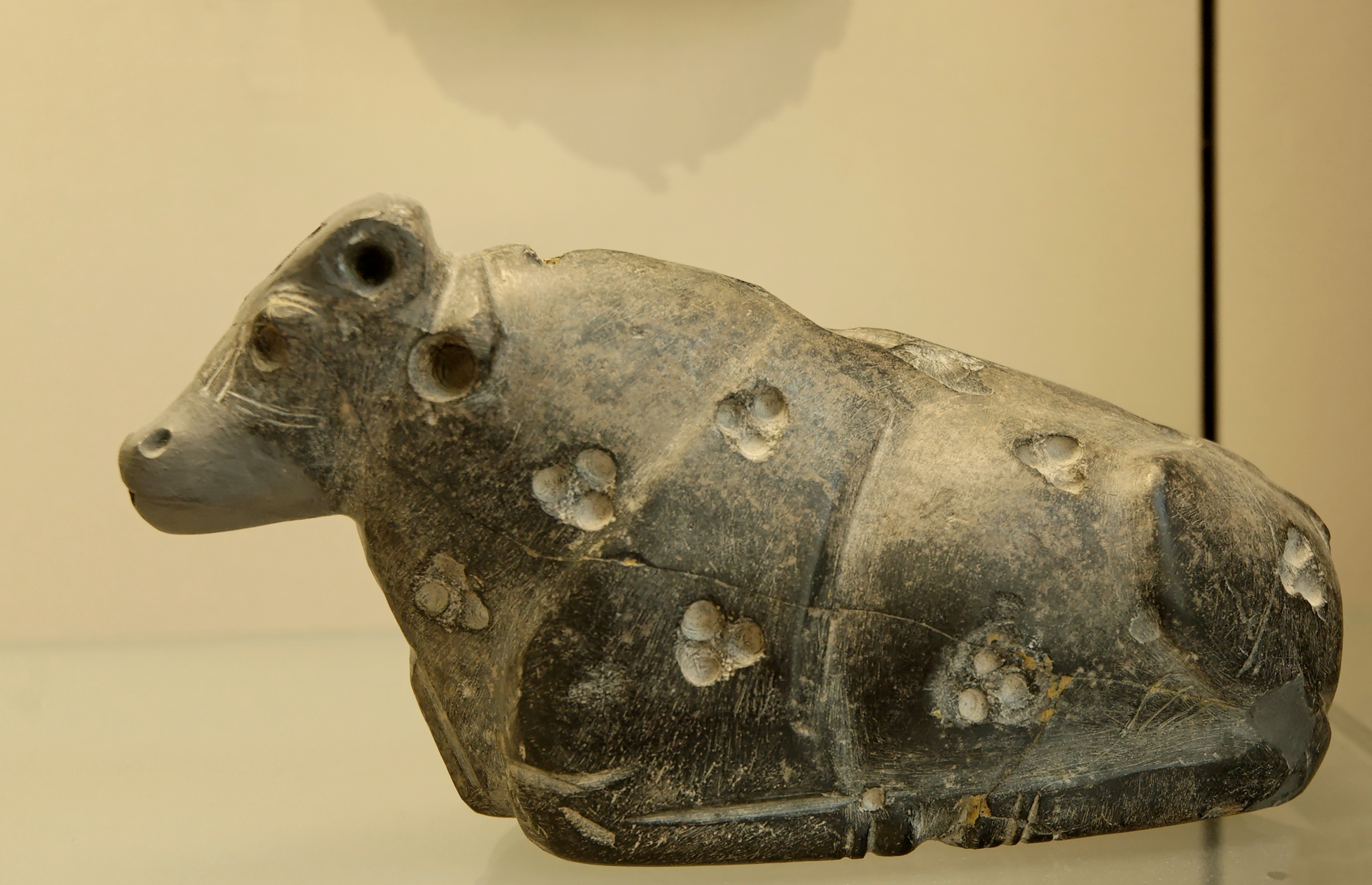
Зображення сидячого бика з чорного мармуру, виявлене в Уруці. Джемдет-насрський період (близько 3000 до н. е.). Лувр, Париж

Джемдет-Наср — археологічний пам'ятник в Іраці. Розташований на території іракської провінції Бабіль, на північний схід від стародавніх міст Вавилон і Кіш та на схід від Кута. Можливо, тут представлені найдавніші в світі пам'ятки писемності.

## Історія
Джемдет-Наср є типовою археологічною пам'яткою для культури ранньої доби бронзи південної Месопотамії, іменованої також Джемдет-насрським періодом (або періодом Урук III). Період був короткочасним, датується близько XXX ст. до н. е. (Згідно з найбільш сміливим оцінками — з XXXII по XXIX ст. до н. е.) Саме в цей період на півдні Месопотамії виникає писемність і вперше з'являються циліндричні печатки. Також відбувається урбаністична революція: численні дрібні поселення Месопотамії перетворюються на великі міста.

## Археологія
Вперше Джемдет-Наср досліджувала в 1926 і 1928 рр. група британських та американських археологів, яку спочатку очолював Стівен Ленгдон, а пізніше Генрі Філд
.
Знахідки були розділені: Ешмолеанський музей при Оксфордському університеті і Національний музей Іраку в Багдаді отримали епіграфічні об'єкти, тоді як більша частина кераміки була направлена в музей природної історії ім. Філда в Чикаго.
Навіть за тодішніми стандартами розкопки були виключно погано документовані та проаналізовані. В даний час робляться спроби ретроспективного аналізу інформації про археологічні об'єкти і шари.
У 1988 і 1989 рр. розкопки поновилися — їх проводили Роджер Метьюс та інші. В ході нових розкопок було виявлено велике будівництво, де зберігався архів протошумерських клинописних текстів та відбитків печаток, а також самі циліндричні печатки. Характерна для Джемдет-насрського періоду поліхромна розписна кераміка допомогла визначити хронологію Джемдет-насрського періоду при розкопках інших пам'ятників.
Джемдет-насрській період є подальшим розвитком культури урукського періоду і синхронний культурі Ніневія 5 північної Месопотамії і протоеламської цивілізації на заході Ірану. Він являє собою останній етап перед виникненням в Шумері ранньодинастичної держави.
Знахідки кераміки типу Джемдет-Наср зроблені і далеко за межами Іраку, в тому числі на території Оману (хафітський період).

## Літературі
- Robert K. Englund, The Proto-Cuneiform Texts from Jemdet Nasr 1, Mann Verlag, Gebrueder, 1991, ISBN 3-7861-1646-6
- Roger Matthews, Secrets of the Dark Mound: Jemdet Nasr 1926—1928, Iraq Archaeological Reports 6, Aris & Phillips Ltd., 2002 ISBN 0-85668-735-9
- Stephen Herbert Langdon, Pictographic inscriptions from Jemdet Nasr excavated by the Oxford and Field Museum Expedition, Oxford editions of cuneiform inscriptions, vol. 7, Oxford University Press, 1928
- Henry Field, The Track of Man: Adventures of an Anthropologist, Doubleday, 1953